# Scaphoideus forceps
Scaphoideus forceps är en insektsart som beskrevs av Delong och Knull 1971. Scaphoideus forceps ingår i släktet Scaphoideus och familjen dvärgstritar. Inga underarter finns listade i Catalogue of Life.